# Державні нагороди Казахстану

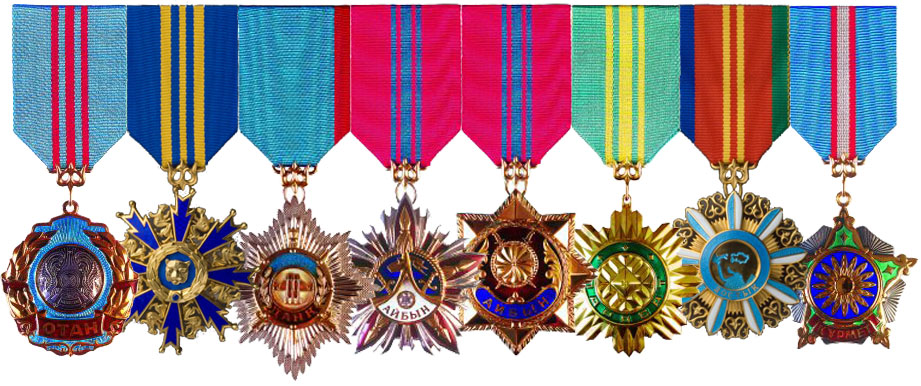
Сучасні нагороди казахстану

Державні нагороди Казахстану- сукупність сучасних нагород та почесних звань Республіки Казахстан.

## Історія
Система державних нагород Казахстану була сформована у 1993 році з прийняттям постанови Верховної Ради Казахстану від 1 квітня 1993 року «Про введення в дію Закону „Про державні нагороди Республіки Казахстан“».
Згодом до цієї системи тричі вносилися зміни і доповнення. Ордени поділялись на ступені, змінювався їх статут, уводились нові державні нагороди. Також була змінена форма колодки до орденів і медалей.
12 грудня 1995 року прийнято Указ Президента Республіки Казахстан № 2676 «Про державні нагороди Республіки Казахстан», що згодом отримав статус Закону.
26 липня 1999 року прийнятий Закон Республіки Казахстан № 462—I ЗРК «Про внесення змін і доповнень до Указу Президента Республіки Казахстан, що має силу Закону „Про державні нагороди Республіки Казахстан“».
3 травня 2001 року прийнятий Закон Республіки Казахстан № 180-II «Про внесення змін і доповнень до Закону Республіки Казахстан „Про державні нагороди Республіки Казахстан“».
Крім того, було прийняте Розпорядження Президента Республіки Казахстан від 08.11.1999 року № 90 «Про затвердження Інструкції про порядок подання до нагородження державними нагородами Республіки Казахстан і їх вручення, Зразків документів до державних нагород Республіки Казахстан і Опис знаків державних нагород Республіки Казахстан», до якого згодом двічі (30.03.2006 і 25.03.2007) були внесені зміни і доповнення Розпорядженнями Президента Казахстану.

## Найвищі ступені відзнаки
Найвищими ступенями відзнаки у Республіці Казахстан є почесні звання «Народний Герой» і «Герой Праці Казахстану», удостоєні яких отримують знак особливої відзнаки «Золота Зірка» (каз. Алтын жулдыз) та орден Вітчизни.

## Ордени
Орденами Республіки Казахстан є:
- орден Золотого Орла (каз. Алтын Қыран ордені) — звичайного і особливого зразка;
- орден Вітчизни (каз. Отан ордені);
- орден «Перший Президент Республіки Казахстан — Лідер Нації Нурсултан Назарбаєв» (каз. «Қазақстан Республикасының Тұңғыш Президенті - Елбасы Нұрсұлтан Назарбаев» ордені);
- орден Слави (каз. Даңқ ордені);
- орден Звитяги (каз. Айбын ордені);
- орден Благородства (каз. Парасат ордені);
- орден Дружби (каз. Достық ордені);
- орден Пошани (каз. Құрмет ордені);
- орден Барса (каз. Барыс ордені).

Крім того, у відповідності зі статтею 30 Закону РК «Про державні нагороди Республіки Казахстан» статус орденів мають нагороди для багатодітних матерів «Золота підвіска» й «Срібна підвіска».

## Медалі
Медалями, що мають статус державних нагород, є:
- медаль «За мужність»;
- медаль «За військову звитягу»;
- медаль «За трудову відзнаку»;
- медаль «Милосердя».

Медалі, що випущені до ювілейних дат:
- медаль «10 років Парламенту Республіки Казахстан»;
- Медаль «10 років незалежності Республіки Казахстан»;
- медаль «10 років Конституції Казахстану»;
- медаль «10 років Астані»;
- медаль «50 років Целіні»;
- медаль «100 років залізниці Казахстану».

До державних нагород віднесені ювілейні медалі «50 років Перемоги у Великій Вітчизняній війні 1941–1945 рр.» і «60 років Перемоги у Великій Вітчизняній війні 1941–1945 рр.», що вручаються від імені Президента Казахстану, а також медаль Жукова, що вручалась за рішенням Ради голів держав — учасниць СНД у 1995 році.

## Почесні звання
Державними нагородами Казахстану є почесні звання:
- «Заслужений діяч Казахстану»;
- «Льотчик-космонавт Казахстану».

## Почесна грамота
Державною нагородою Казахстану є «Почесна грамота Республіки Казахстан».

## Державна премія
Державною нагородою Казахстану є «Державна премія миру і прогресу», якою президент Казахстану щорічно нагороджує іноземців і міжнародні організації.